# These Arms of Mine
Singles de Otis Redding
That's What My Heart Needs
(1963)
Pistes de Pain In My Heart
I Need Your Lovin' Louie Louie
These Arms of Mine est une chanson écrite et interprétée par le chanteur américain Otis Redding en 1962. C'est son premier single publié par Volt Records, la nouvelle filiale de Stax.

## Historique
Otis Redding est alors chanteur des Pintoppers, le groupe du guitariste Johnny Jenkins. L'agent d'Atlantic Records, Joe Galkin, propose à Jenkins une séance enregistrement dans le studio Stax à Memphis, Tennessee. C'est Otis Redding qui l'y conduit parce Jenkins n'a pas le permis. La session de Jenkins avec les musiciens du studio, Booker T. and the M.G.'s, se termine plus tôt que prévu, le producteur Jim Stewart n'étant pas emballé par sa prestation. Galkin, qui sait qu'Otis écrit aussi des chansons, propose alors qu'il fasse un essai. Stewart n'est pas plus convaincu par son premier morceau, Hey Hey Baby, trouvant qu'il ressemble trop à du Little Richard. Pour la seconde, Otis demande à ce qu'on l'accompagne au piano dans le style gospel. Booker T. Jones ayant quitté le studio, c'est le guitariste Steve Cropper qui se met au clavier. L'interprétation de These Arms of Mine impressionne Stewart au point qu'il offre immédiatement un contrat à Otis.
Le single These Arms of Mine, avec Hey Hey Baby en face B, sort chez Volt, le nouvelle filiale du label, en octobre 1962. C'est le 4e single publié par la marque. Tout d'abord, le disque ne marche pas. C'est le DJ populaire John R. qui s'obstine à passer These Arms of Mine en boucle dans son émission. Finalement, le titre se vend à plus de 800 000 exemplaires et fait une percée dans les classements musicaux  en mars 1963. La chanson est ensuite intégrée dans le premier album d'Otis Redding, Pain In My Heart, publié par Atco en mars 1964.

## Musiciens
- Otis Redding : chant
- Johnny Jenkins : guitare
- Steve Cropper : piano
- Lewie Steinberg : basse
- Al Jackson, Jr. : batterie

## Titres
1. These Arms of Mine (Redding) – 2:35
2. Hey Hey Baby (Redding) – 2:15

## Charts
| Palmarès                             | Meilleure place |
| ------------------------------------ | --------------- |
| États-Unis : Billboard Hot 100       | 85              |
| États-Unis : Billboard Hot R&B Sides | 20              |

## Certifications
| Région                                                                     | Certification | Ventes/Streams |
| -------------------------------------------------------------------------- | ------------- | -------------- |
| Royaume-Uni (BPI)                                                          | Argent        | 200,000‡       |
| États-Unis (RIAA)                                                          | Or            | 500 000*       |
| xNon précisé par la certification ‡ventes/streaming selon la certification |               |                |

## Reprises
La chanson fait l'objet de plusieurs reprises par différents artistes,.
- 1965 : Nino Tempo et April Stevens en single (Atco)
- 1968 :
  - Jerry Butler sur son album The Soul Goes On
  - Sam & Dave sur l'album I Thank You
- 1969 : Solomon Burke sur Proud Mary
- 1977 : James Carr sur Freedom Train
- 1985 : Willie & The Poor Boys sur l'album homonyme, avec Bill Wyman, Charlie Watts, Jimmy Page et Paul Rodgers
- 1987 :
  - Art Ensemble of Chicago, en version instrumentale, sur Ancient to the Future - Dreaming of the Masters Series, Vol. 1
  - Roy Buchanan sur l'album Hot Wires
- 1989 : Phil Upchurch sur la compilation Guitar Workshop - Tribute to Otis Redding
- 1993 : Tiffany sur l'album Dreams Never Die
- 1994 : The Proclaimers sur Hit the Highway
- 2001 : Carla Thomas & Friends sur Live in Memphis
- 2002 : 
  - Tab Benoit sur Wetlands, et avec Jimmy Thackery en 2004 sur Whiskey Store Live
  - Joan Osborne sur How Sweet It Is
- 2004 : David-Ivar & Herman Dune sur l'album Ya Ya
- 2010 : The Big Pink sur le single Velvet
- 2011 : L.A. Guns sur l'album Acoustic Gypsy -Live
- 2016 : Melissa Etheridge sur Memphis Rock And Soul
- 2017 : Syleena Johnson sur Rebirth of Soul
- 2019 : Brian McFadden sur son album Otis